# Вдали от Родины
«Вдали от Родины» — советский героико-приключенческий фильм по роману Юрия Дольда-Михайлика «И один в поле воин».

## Сюжет
Советский разведчик лейтенант Гончаренко под именем барона Генриха фон Гольдринга заброшен в глубокий немецкий тыл с заданием узнать, где находится секретный подземный завод, который производит новые виды вооружения. Отважному разведчику удаётся не только получить все необходимые сведения, но и наладить связь с подпольем и помочь бежать арестованному фашистами известному конструктору Эдварду Штронгу.

## В ролях
- Вадим Медведев — Генрих фон Гольдринг, он же лейтенант Гончаренко
- Зинаида Кириенко — Моника Тарваль
- Ольга Викланд — мадам Тарваль, хозяйка гостиницы, мать Моники
- Всеволод Аксёнов — Вилли Бертгольд
- Михаил Козаков — гауптман Заугель (в титрах — М. Казаков)
- Агния Елекоева — Людвина Декок
- Борис Дмоховский — майор Кубис
- Мария Капнист — мадам Дюваль
- Михаил Белоусов — Эдвард Штронг, конструктор оружия
- Владимир Емельянов — рабочий бензоколонки
- Анатолий Решетников — Мартин
- Виктор Мягкий — Карл Эверс
- Сергей Петров — Гартнер
- Жан Мельников — Курт, немецкий солдат
- Эмма Сидорова — Лора
- Евгений Балиев — провокатор
- Георгий Козаковский — Лемке
- Вячеслав Болеславский
- Александр Гумбург
- Евгения Опалова
- Сергей Шеметило
- Владимир Бибиков
- З. Бриль

## Съёмочная группа
- Режиссёр-постановщик: Алексей Швачко
- Автор сценария: Юрий Дольд-Михайлик
- Оператор-постановщик: Михаил Чёрный
- Художник-постановщик: Вульф Агранов
- Звукорежиссёр: Ариадна Федоренко
- Композитор: Игорь Шамо
- Директор картины: Леонид Корецкий

## Технические данные
- Чёрно-белый, звуковой
- 2400 метров
- 87 минут
- Премьера: 17 июня 1960 (СССР)